# هولی وود
هولی وود (به انگلیسی: Hollywood) یک برند سیگار ایجاد شده در برزیل است؛ که در حال حاضر توسط بریتیش امریکن توباکو تولید می‌شود. مالک فعلی این برند بریتیش امریکن توباکو است. این برند در سال ۱۹۳۱ پایه‌گذاری گردید.